# Linia kolejowa Szczecin – Berlin

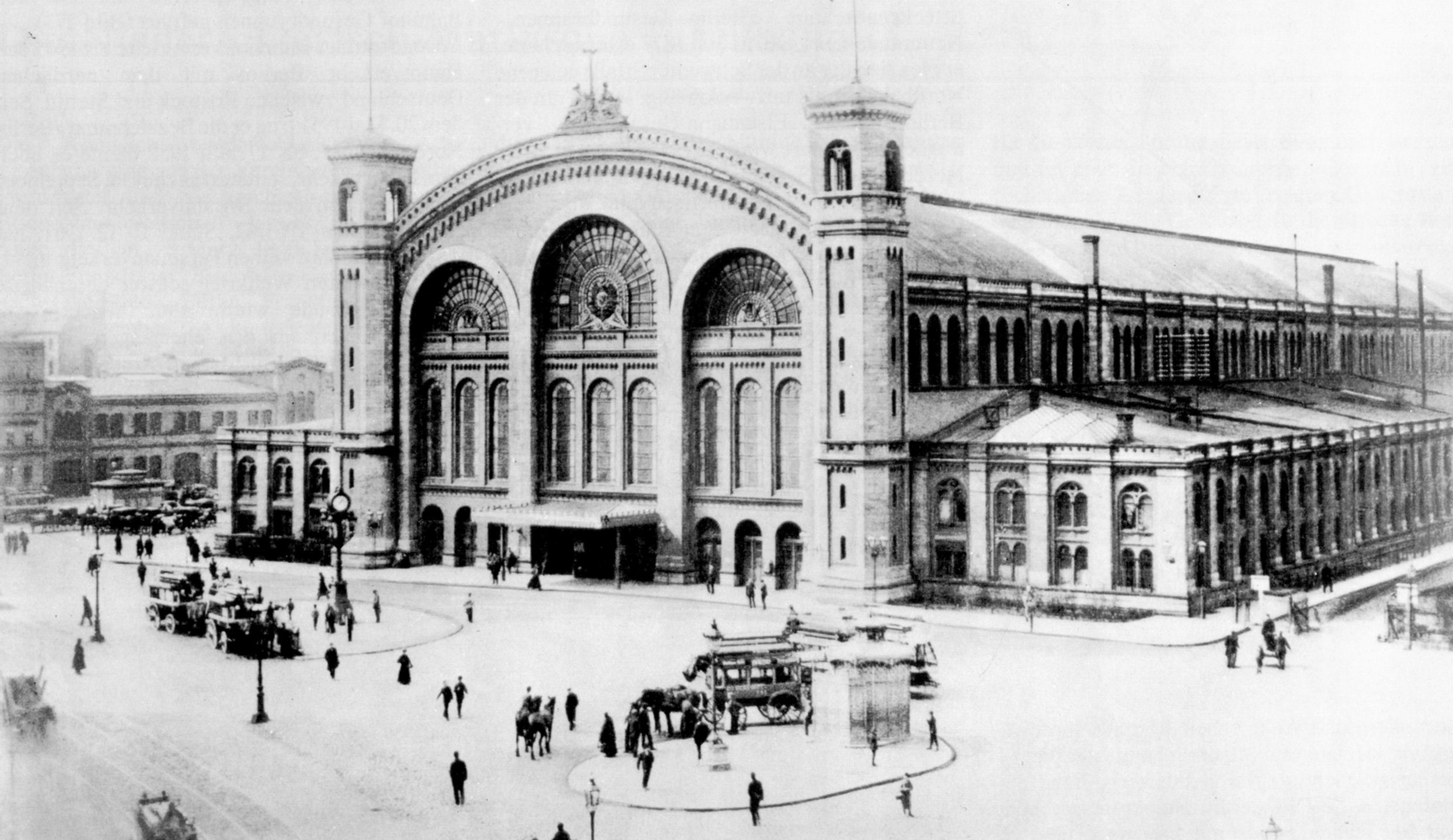
Stettiner Bahnhof w Berlinie

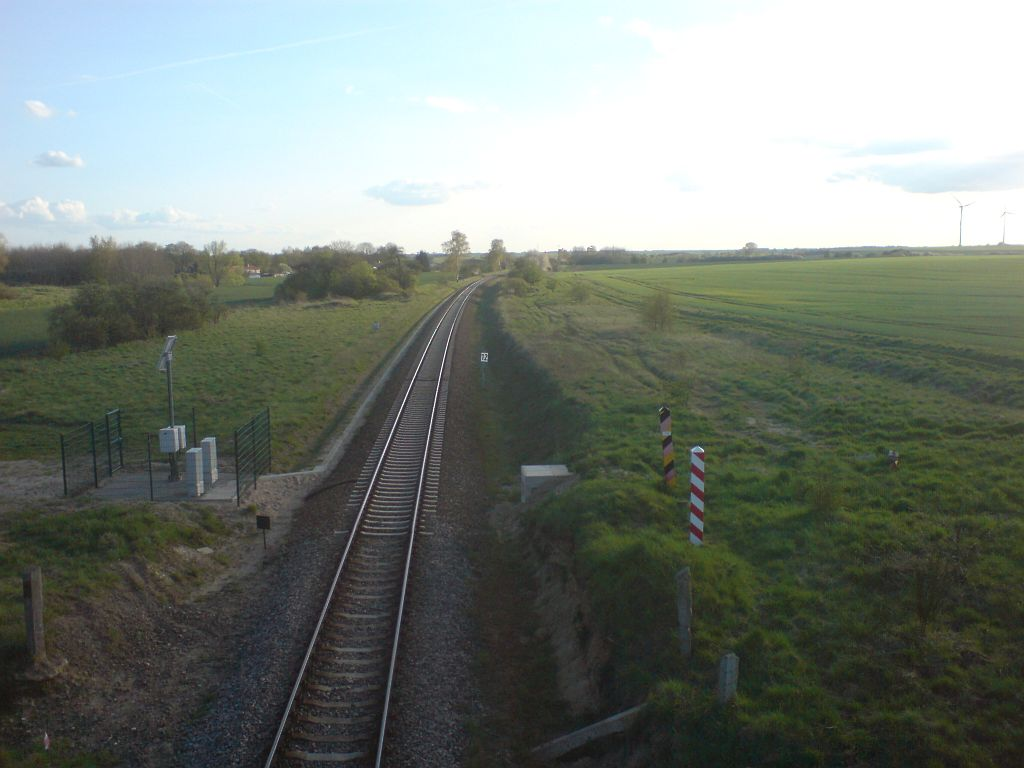
Granica polsko-niemiecka

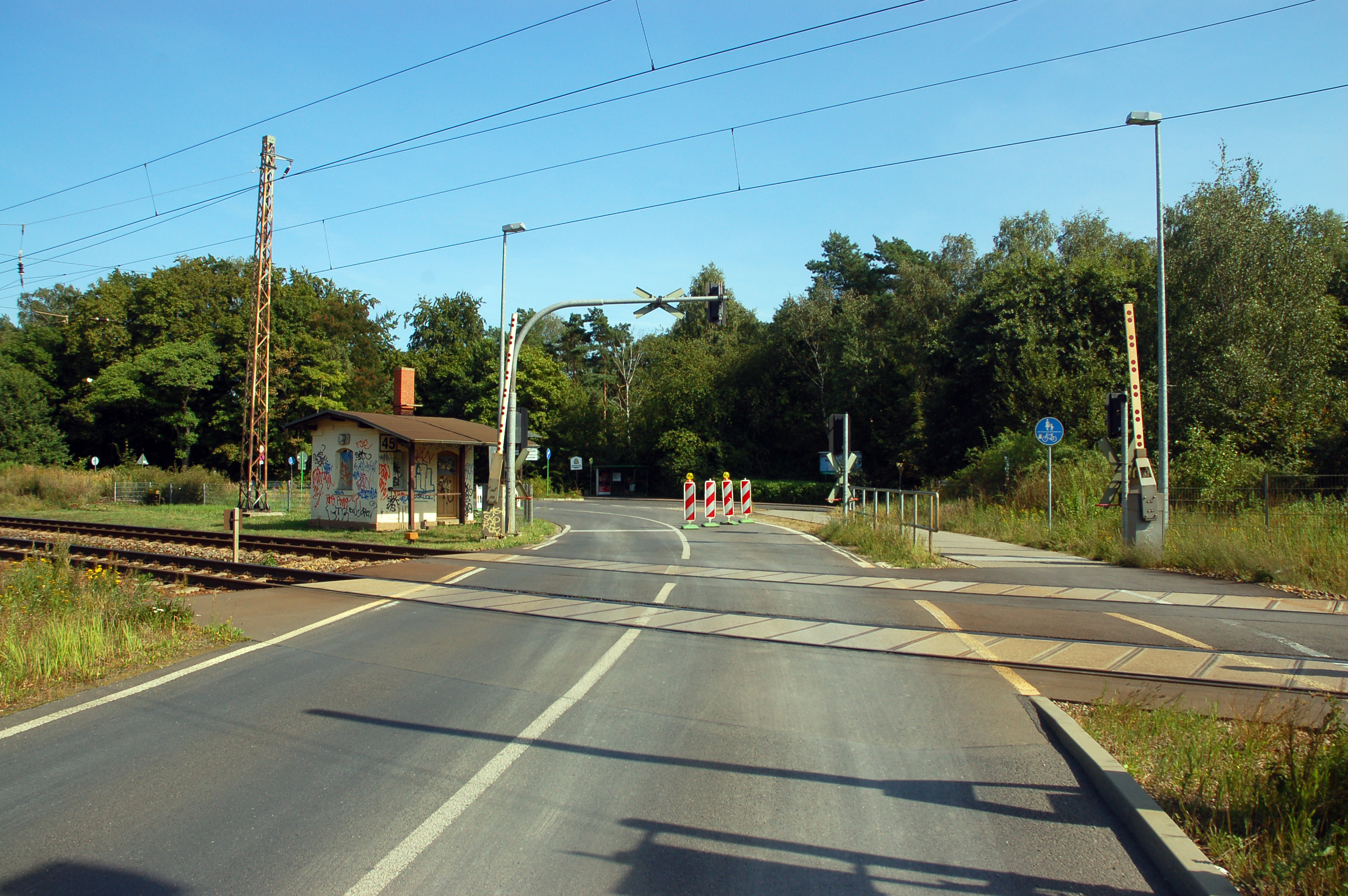
Okolice stacji Eberswalde Wasserfall

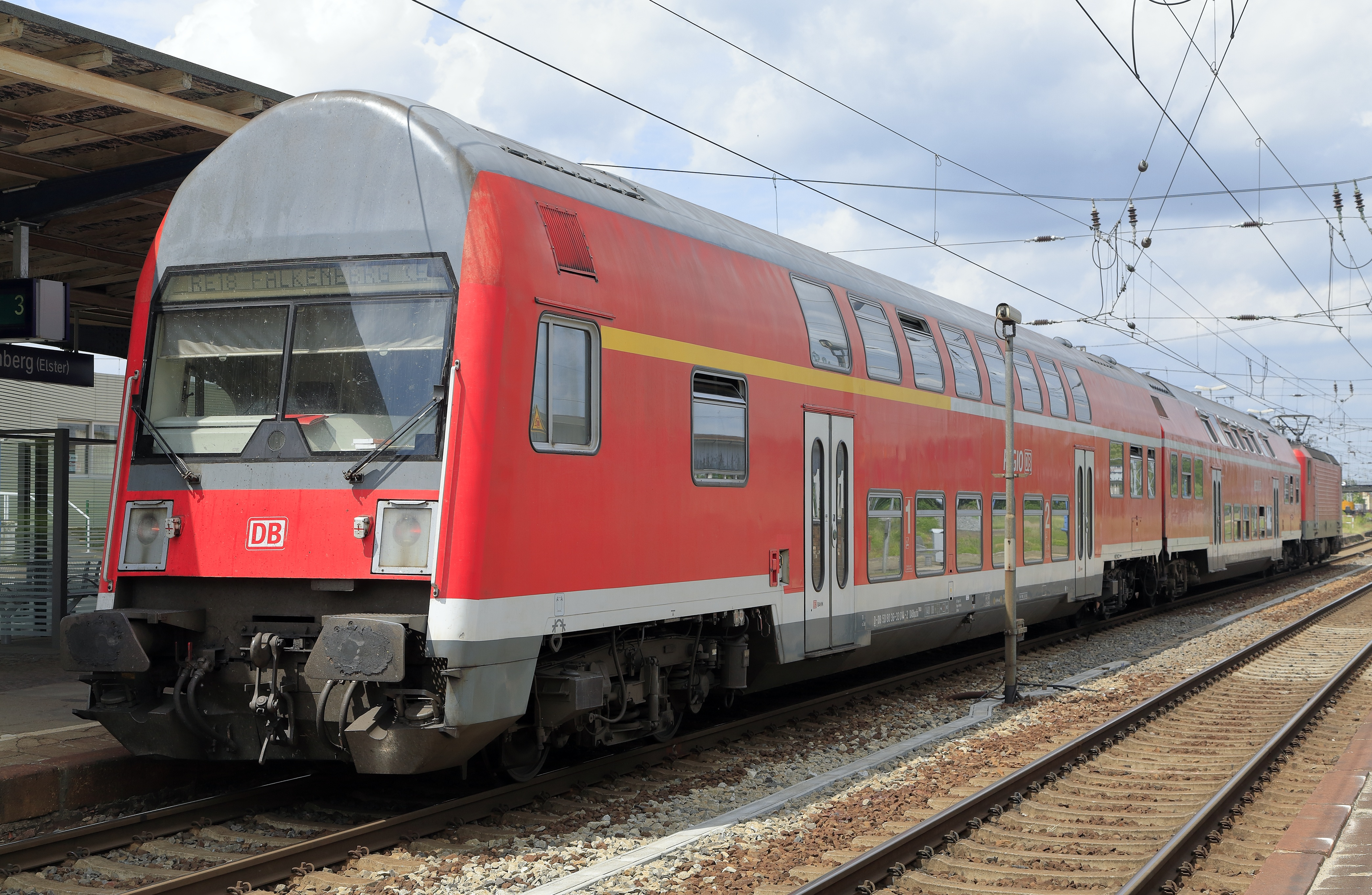
Wagony DABbuzf 760

Linia kolejowa Szczecin – Berlin – linia kolejowa łącząca Berlin (Berlin-Gesundbrunnen) ze Szczecinem (Szczecin Główny). Linia ma długość 132,4 km . W większej części znajduje się w Niemczech (117,5 km ), 14,9 km znajduje się w granicach Polski.
Linia składa się z kilku odcinków numerowanych . W Polsce są to 408 (Szczecin Główny – Szczecin Gumieńce) i 409 (Gumieńce – granica państwa), w Niemczech według Kursbuchstrecke są to 209.66 (Szczecin Główny – Angermünde), 209.60 (Eberswalde – Berlin), 203 (Angermünde – Berlin), 200.8 (Blankenburg – Bornholmer Str.), 200.2 (Bernau – Nordbf.) .

## Historia
1 marca 1836 r.  założono w Berlinie Komitet Budowy Kolei Berlińsko-Szczecińskiej  (Berlin-Stettiner Eisenbahnkomitee ). Wkrótce na podstawie koncesji rozpoczęto budowę . Jednotorowa linia pomiędzy Berlinem a Eberswalde otwarta została 1 sierpnia 1842 r.  , kolejny odcinek między Eberswalde a Angermünde 15 listopada tego samego roku  . Ostatni odcinek pomiędzy Angermünde a Szczecinem oddano do użytku 16 sierpnia 1843 r.   , chociaż pierwszy pociąg z Berlina wjechał na szczeciński dworzec Berliner Bahnhof (Dworzec Berliński, obecnie dworzec Szczecin Główny) 15 sierpnia 1843 r. Dało to początek budowie linii kolejowych na Pomorzu . Z początkiem 1851 r. na trasie linii pracę rozpoczął telegraf .
Ze względu na rosnący ruch pasażerski w roku 1863 rozpoczęto budowę drugiego toru ; odcinek do Angermünde został oddany do użytku 22 grudnia 1863 r.  16 marca 1863 r. otwarto odnogi: z Angermünde do Anklam (1 listopada 1863 r. odcinek przedłużono do Stralsundu ) oraz ze Szczecina do Pasewalku (z późniejszą odnogą do Wolgastu) . Trzy lata później, 15 grudnia 1866 r. uruchomiono odnogę z Eberswalde do Wriezen (od 15 maja 1877 r. do Frankfurtu nad Odrą ). 22 kwietnia 1872 r. podjęto decyzję o budowie odgałęzienia pomiędzy Angermünde a Freienwalde .
W 1872 r. Komitet Budowy Kolei Berlińsko-Szczecińskiej rozpoczął budowę drugiego toru z Angermünde do Szczecina , który uruchomiono 1 sierpnia 1873 r.   Od tej chwili cały odcinek linii był dwutorowy. W 1876 r. otwarto Dworzec Szczeciński w Berlinie (Stettiner Bahnhof) . 1 stycznia 1877 r. zakończono budowę linii z Angermünde do Freienwalde . W 1897 r. zmieniono trasę na obszarze Berlina, linia dołączyła do Nordbahn. 
W 1916 r. otwarto dla ruchu podmiejskiego wydzielony tor pomiędzy Berlinem a Bernau . 8 sierpnia 1924 r. rozpoczęto elektryfikację linii, w pierwszej kolejności odcinka z Berlina do Bernau  . Do wybuchu II wojny światowej linia stanowiła ważny korytarz transportowy łączący dwa duże niemieckie miasta . Po zakończeniu działań wojennych, wskutek zmiany granic, linia straciła na znaczeniu, co doprowadziło do marginalizacji połączeń pomiędzy Berlinem i Szczecinem .
Na przełomie lat 1945/46  w ramach tzw. reparacji wojennych dla Związku Radzieckiego rozebrano jeden tor na odcinku 40 kilometrów (10 km w Polsce i 30 km po stronie niemieckiej, w ówczesnej radzieckiej strefie okupacyjnej) oraz sieć trakcyjną . 15 listopada 1947 r. wznowiono ruch na linii . 17 maja 1952 r. wstrzymano ruch dalekobieżny z Nordbahnhofu. Ze względu na znaczenie dla gospodarki niemieckiej rafinerii ropy naftowej w Schwedt w 1974 r. ponownie zbudowano drugi tor do Angermünde, a 20 grudnia 1987 zakończono elektryfikację od Berlińskiego Pierścienia Zewnętrznego do Angermünde . Linia pomiędzy Berlinem a Passow była utrzymywana w dobrym stanie technicznym (odcinek ten jest dwutorowy na całej długości) .
Wstąpienie Polski do Unii Europejskiej, a trzy lata później do strefy Schengen, otworzyło nowe możliwości rozwoju połączeń na tej trasie . W 2011 r. granicę przekraczało tygodniowo 356 pasażerów, w 2014 r. – 670 .
Jeszcze w 2014 r. pomiędzy Berlinem a Szczecinem kursowało osiem par pociągów, z tego sześć z przesiadką w Angermünde . Połączenia między Szczecinem a Angermünde obsługiwane były przez pociągi niemieckiej serii 628 . Połączenia skomunikowane były z pociągiem jadącym dalej z Angermünde do Berlina. Ten odcinek obsługiwany był przez pociągi Regional-Express składający się z lokomotywy Baureihe 243 ciągnącej cztery lub pięć wagonów DABbuzf 760 . 

## Plany na przyszłość
Od początku XXI wieku planowano ponowną rozbudowę linii do dwóch torów oraz jej elektryfikację. W grudniu 2012 r. polski minister spraw zagranicznych Radosław Sikorski podpisał porozumienie ze swoim odpowiednikiem w Niemczech w sprawie połączenia kolejowego Szczecina z Berlinem. Zapewniano wówczas, że linia będzie funkcjonowała do 2020 roku, termin ten okazał się jednak niemożliwy do zrealizowania.
We wrześniu 2013 r. porozumienie w sprawie połączenia Szczecina z Berlinem podpisały zarządy PKP PLK oraz DB Netz. Zgodnie z dokumentem linia miała być zelektryfikowana i dostać drugi tor.
W marcu 2018 władze Berlina i Brandenburgii wypracowały koncepcję dotyczącą linii kolejowej. Ustalono, że Brandenburgia i Berlin wniosą własne środki finansowe na zelektryfikowane i rozszerzenie do dwóch torów linii na odcinku Angermünde – Szczecin. Koszt inwestycji ma wynieść 380 mln euro.
Według strony niemieckiej zakończenie prac na 49-kilometrowym odcinku od Angermünde do granicy z Polską jest możliwe w 2026 r. Przyczynami hamującymi prowadzenie inwestycji jest brak wykwalifikowanych pracowników oraz wymogi związane z ochroną środowiska (trasa przebiega przez obszar zagrożonych gatunków ptaków, konieczne są dodatkowe ekspertyzy).
20 kwietnia 2020 r. PKP zawarło umowę na sporządzenie studium wykonalności modernizacji linii kolejowej Szczecin – Berlin od stacji Szczecin Gumieńce do granicy państwa. Po przeanalizowaniu możliwości ułożenia drugiego toru i rozpisaniu przetargu, w sierpniu 2022 r. podpisano umowę z firmą Databout.
Zakres prac modernizacyjnych obejmuje m.in.:
- budowę nowego peronu 5 na dworcu Szczecin Główny. Przebudowany i przedłużony zostanie także peron 4. Oba perony mają obsługiwać połączenia do Niemiec oraz połączenia Szczecińskiej Kolei Metropolitalnej
- ułożenie drugiego toru
- budowę wiaduktu, przebudowę stacji i peronów na stacji Szczecin Gumieńce
- stworzenie nowych stacji Szczecin Pomorzany Południowe, Warzymice, Przecław oraz odbudowę stacji Kołbaskowo

Prace po stronie polskiej miały rozpocząć się w połowie 2024 roku. Efektem remontów ma być skrócenie czasu przejazdu pociągów ze Szczecina do Berlina do 90 minut. Pociągi będą mogły jechać do Gumieniec z prędkością 120 km/h (wcześniej 80), a dalej 160 km/h (dotychczas 120).

## Stacje i przystanki
| Stacja                       | Data otwarcia          | Data zamknięcia     | Uwagi                                 |       |
| ---------------------------- | ---------------------- | ------------------- | ------------------------------------- | ----- |
| Szczecin Główny              | 16 sierpnia 1843 r.    |                     |                                       | [ 5 ] |
| Szczecin Gumieńce            | ?                      |                     |                                       |       |
| Warzymice                    | ?                      | nieczynna           |                                       |       |
| Kołbaskowo                   | 1 listopada 1874 r.    | nieczynna           | dawniej Colbitzow                     | [ 5 ] |
| Rosow                        | 1 października 1894 r. | 27 września 1980 r. |                                       | [ 5 ] |
| Tantow                       | 16 sierpnia 1843 r.    |                     |                                       | [ 5 ] |
| Petershagen (Uckermark)      | 1 maja 1908 r.         |                     |                                       | [ 5 ] |
| Casekow                      | 1 stycznia 1857 r.     |                     |                                       | [ 5 ] |
| Schönow (Kr Uckermark)       | 1 kwietnia 1934 r.     |                     |                                       | [ 5 ] |
| Passow (Uckerm)              | 16 sierpnia 1843 r.    |                     |                                       | [ 5 ] |
| Schönermark (Kr. Angermünde) | 1 listopada 1881 r.    | 1 czerwca 1996 r.   |                                       | [ 5 ] |
| Welsow-Bruchhagen            | 1 stycznia 1910 r.     | 27 maja 1995 r.     |                                       | [ 5 ] |
| Angermünde                   | 15 listopada 1842 r.   |                     |                                       | [ 5 ] |
| Herzsprung                   | 15 maja 1895 r.        | 27 maja 1995 r.     |                                       | [ 5 ] |
| Chorin                       | 1 lipca 1857 r.        | 27 maja 1995 r.     |                                       | [ 5 ] |
| Chorin                       | 1 września 1902 r.     |                     | Wcześniej jako Chornichen             | [ 5 ] |
| Britz                        | luty 1875 r.           |                     |                                       | [ 5 ] |
| Eberswalde Hauptbahnhof      | 1 sierpnia 1842 r.     |                     |                                       | [ 5 ] |
| Eberswalde Wasserfall        | 8 czerwca 1884 r.      | nieczynna           |                                       | [ 5 ] |
| Melchow                      | 1 października 1904 r. |                     |                                       | [ 5 ] |
| Biesenthal                   | 16 sierpnia 1843 r.    |                     |                                       | [ 5 ] |
| Rüdnitz                      | 1 sierpnia 1911 r.     |                     |                                       | [ 5 ] |
| Bernau (b Berlin)            | 1 sierpnia 1842 r.     |                     |                                       | [ 5 ] |
| Bernau-Friedenstal           | 30 września 1997 r.    |                     |                                       | [ 5 ] |
| Zepernick (b Bernau)         | 1 września 1881 r.     |                     |                                       | [ 5 ] |
| Berlin-Buch                  | 26 czerwca 1879 r.     |                     |                                       | [ 5 ] |
| Berlin Nordbahnhof           | 1 sierpnia 1842 r.     |                     | otwarty jako Berlin Stettiner Bahnhof | [ 5 ] |

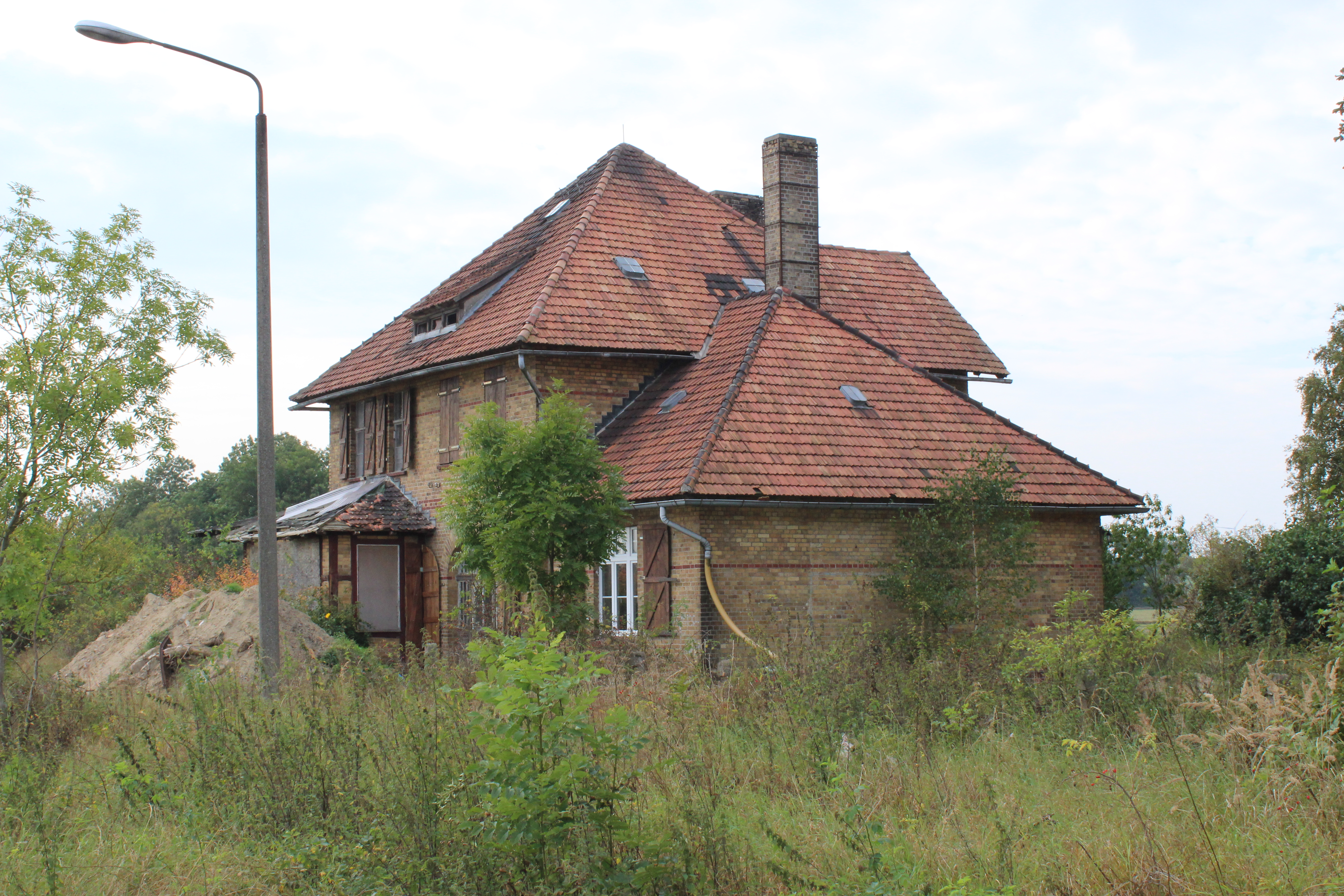
przystanek Petershagen

Niepewny jest los stacji Tantow, Petershagen, Casekow i Schönow. Z tych czterech stacji tylko Bahnhof Tantow posiada wysokie perony dostosowane do pociągów Deutsche Bahn.